# Laphria insignis
Laphria insignis là một loài ruồi trong họ Asilidae. Laphria insignis được Banks miêu tả năm 1917.